# Weldra
Weldra ist eine Weißweinsorte. Die Neuzüchtung  wurde von Christiaan Johannes Orffer vorgestellt. Sie ist eine Kreuzung der Sorten Chenin Blanc und Trebbiano Toscano (auch Ugni Blanc genannt). In Südafrika sind ca. 100 Hektar mit dieser Sorte bestockt (Stand 2001). 
Die ertragreiche Sorte Weldra wurde speziell für warme Klimazonen mit intensiver künstlicher Bewässerung und der damit einhergehenden notwendigen Fäulnis-Resistenz gezüchtet. Diese Bedingungen sind in Südafrika häufig anzutreffen. Außerdem zeigt sie eine gute Resistenz gegen die Pilzkrankheit Echter Mehltau. Sie erbringt jedoch neutrale Weine mit hoher Säure. Die Weißweine werden daher häufig für die Destillation genutzt.
Die Sorte Weldra ist mit der Sorte Chenel verwandt, da sie aus derselben Elternpaarung gezüchtet wurden.
Siehe auch den Artikel Weinbau in Südafrika sowie die Liste von Rebsorten.
Synonyme: keine bekannt 
Abstammung:  Chenin Blanc x Trebbiano